# Yoshito Watabe
Yoshito Watabe, född 14 oktober 1991, är en japansk utövare av nordisk kombination som tillsammans med sin bror Akito Watabe vann brons i lagtävling, stor backe + 2 × 7,5 km vid VM 2017.
Han deltog vid olympiska vinterspelen 2014.